# Ylva Engström
Ylva Margaretha Maria Engström, född 3 februari 1957, är en svensk molekylärbiolog och professor vid Institutionen för molekylär biovetenskap vid Stockholms universitet. 
Engström disputerade 1985 vid Karolinska institutet. Engströms senare forskning har huvudsakligen gällt studier på molekylär nivå av det medfödda immunförsvaret hos bananflugor och dess mekanismer samt studier av utvecklingsbiologiska processer. Hon har varit prodekan för naturvetenskapliga fakulteten vid Stockholms universitet och ingått i ledningsgruppen vid SciLifeLab. 
Engström invaldes som ledamot av Kungliga Vetenskapsakademien 2009.